# Huvudklitten
Huvudklitten är ett naturreservat belägen på Ärteråsbergets ostsluttning i Rättviks kommun i Dalarnas län.
Området är naturskyddat sedan 2011 och är 33 hektar stort. Reservatet består av granskogar och en bäckravin.